# Liar Game
Liar Game (ライアーゲーム Raiā Gēmu?, lit. El juego de los mentirosos) es un manga creado por Shinobu Kaitani. Narra la historia de Nao Kanzaki y Shinichi Akiyama al verse envueltos en el Liar Game Tournament, un evento organizado por una misteriosa organización que consiste en una serie de retos entre los participantes que se premian con grandes cantidades de dinero en efectivo, pero en el que los perdedores asumen deudas desorbitadas. 
El manga cuenta hasta la fecha de hoy con 19 volúmenes. El éxito del manga dio lugar a dos series de televisión japonesas con actores reales y a una película que cierra la trama de esas series.

## Historia
He aquí Nao Kanzaki, la clásica persona que es considerada «estúpidamente honesta». Es capaz de caer mil veces en la misma broma y seguramente será la única persona que entregaría una moneda de 100 yenes que ha encontrado en la calle a una oficina de objetos perdidos. Cuando Nao es obligada a participar en un terrorífico juego llamado LIAR GAME, su vida cambiará drásticamente. Ahora posee 100 mil millones de yenes en metálico y los ha de proteger con su vida y conseguir los otros cien del otro jugador. En caso contrario, este le robará los suyos y si pierde tendrá que devolver el doble de esa cantidad. Desesperada ante su situación, Nao acude a pedir ayuda a Shinichi Akiyama, un universitario que acaba de salir de prisión acusado de estafa y así poder sobrevivir al Liar Game. Si lo consigue, su recompensa serán los cien millones en metálico de los cuales los otros cien conservarán los organizadores del Liar Game.

## Personajes

### Protagonistas
Nao Kanzaki (神崎 直 'Kanzaki Nao'?):Es una estudiante de 18 años, vive sola, no tiene hermanos ni madre, y su único pariente cercano es su padre que se encuentra hospitalizado debido al cáncer.Al principio se ve envuelta en LGT (Liar Game Tournament) por error al abrir la caja donde venían los 100 millones de yenes para la primera ronda.Al no poder excluirse ella misma del juego y tras haber sido engañada por su adversario, recurre a la ayuda de Akiyama. Después de las primeras rondas está sigue compitiendo para salvar las deudas de otros jugadores.Es conocida por todos como la chica "estúpidamente honesta", por el hábito de querer hacer siempre lo correcto, incluso por la más mínima cosa. Por lo mismo tiende a ser demasiado ingenua y es incapaz de mentir, además de que suele pensar en su bienestar hasta el último, por lo cual muchos aprovechan y le pasan por encima. Por otro lado, Kanzaki es una persona que se le describe como pura y con un gran corazón, compasiva incluso con quien la traiciona; y aunque no es muy inteligente, se convierte en un soporte de confianza para todos. Mientras avanza la historia se vuelve más fuerte, comenzando a dudar y a comprender las acciones de los otros jugadores e incluso sorprendiendo a muchos con algunos detalles desapercibidos.
Shinichi Akiyama (秋山 深一 'Akiyama Shin'ichi'?):Exconvicto de 27 años. Se ve envuelto en LGT cuando Kanzaki acude a él por ayuda en la primera ronda, este acepta a cambio de recibir la mitad del premio. Después de ver la naturaleza destructiva del juego, este sigue compitiendo para saber las razones detrás de este y poder destruirlo. Akiyama es bien conocido en su totalidad como un genio, realizando ingeniosas estrategias, y teniendo un alto rango de conocimiento y razonamiento.Posee una actitud fría y seria,y aunque el insiste en que no es una buena persona, Kanzaki siempre opina lo contrario .Cinco años antes de haber sido liberado de la cárcel, él era un estudiante de Psicología, quien con su ingenio llevó a bancarrota una importante empresa después del suicidio de su madre, que debido a su honestidad fue engañada y manipulada por esta misma compañía. Para Akiyama, Kanzaki es una persona que asemeja a su madre, y aunque al principio decide ayudarla solo por beneficio propio, después desarrolla un sentimiento de protección hacia ella.No se sabe si tiene algún interés romántico, pero es claro que ambos comparten un lazo muy fuerte.
Yuji Fukunaga (福永 ユウジ 'Fukunaga Yuuji'?): Es un chico transexual el cual su edad y oficio son desconocidos.Aparece por primera vez en la Ronda 2 donde se hace pasar por una mujer con el alias Hitomi Miyahara. Fukunaga es una persona avariciosa, y arrogante, bastante dramático y tiene un mal control de la ira. Aunque no supera a Yokoya o a Akiyama, es bastante inteligente, no teme engañar cuantas veces sea necesario para conseguir lo que quiere, y ya que sabe ser muy sociable, logra manipular a la gente muy fácil, como se puede ver diversas veces con Kanzaki Nao. Antes de ser eliminado en la Ronda 3 de reenganche, comienza a simpatizar un poco con los protagonistas de la historia, e incluso después de ser eliminado admite que Kanzaki, que alguna vez engañó y manipuló, le parece una persona maravillosa. Está enamorado de Akiyama, sin embargo Kanzaki es la única que logra darse cuenta de esto por su cuenta.
Norihiko Yokoya (横谷 憲彦 'Yokoya Norihiko'?): El principal antagonista de la serie. Aparece en la Ronda 3.Es un chico de 20 años, descendiente de una familia millonaria. Se le describe como una persona con un físico muy delicado como el de una mujer y una cara muy graciosa de ojos rasgados. Siempre lleva cargando un par de ratones en su mano. Yokoya se considera un cruel sociópata en lo que se lleva de la serie.Con una mente tan brillante como la de Akiyama y sin algún rastro de humanidad, busca diversas formas de saciar su hambre de poder. Considera que el verdadero significado de LGT está basado totalmente en dominar a los otros jugadores, y por lo tanto logra ser bastante manipulador y chantajista. Después de perder por primera vez, Yokoya y Akiyama crean una relación de rivalidad bastante intensa, sin embargo su profundo odio va directamente hacia Kanzaki, pues su misma existencia, y su actitud compasiva y honesta, son una contradicción de sus propios criterios y la forma en la que ha manejado su vida.Comienza a tener una obsesión por ella, buscando la forma de que quede arruinada, e incluso comenta, que cada vez que la ve sufrir, le llena un sentimiento de alegría.Poco se sabe de su pasado, excepto en la forma en que se educó desde niño.

Takashi Harimoto (ハリモト タカシ 'Harimoto Takashi'?): Aparece en la Ronda 4. Eliminado en la Ronda 3 de reenganche.

### Miembros del Liar Game Tournament
Mitsuo Tanimura (谷村 光男 'Tanimura Mitsuo'?): Asignado a Nao.
Leronira (レロニラ 'Reronira'?): Aparece en la Ronda 2.
Nearco (ネアルコ 'Nearuko'?): Aparece en la Ronda 3.
Solario (ソラリオ 'Sorario'?): Aparece en la Ronda 2 de reenganche.
Forli (フォルリ 'Foruri'?): Aparece en la Ronda 4.
Kurifuji (栗藤 'Kurifuji'?): Asignada a Yokoya.
Alsab (アルサブ 'Arusabu'?): Aparece en la Ronda 4.
Silien (シリーン 'Silien'?): Aparece para el grupo A en la Ronda 3 de reenganche.
Rabelais (ラブレー 'Rabelais'?): Aparece para el grupo B en la Ronda 3 de reenganche.
Altair (ラブレー 'Altair'?): Aparece en la Ronda 3 de reenganche.